# 薩姆納二號鎮區 (愛荷華州布雷默縣)
薩姆納二號鎮區（英語：Sumner No. 2 Township）是位於美國愛荷華州布雷默縣的一個行政鎮區。

## 地方資料
根據2010年美國人口普查的數據，薩姆納二號鎮區的面積為78.10平方千米，當中陸地面積為78.07平方千米，而水域面積為0.03平方千米。當地共有人口922人，而人口密度為每平方千米11.81人。